# ایرانیان فنلاند
ایرانیان فنلاند فنلاندی‌های با ریشه ایرانی هستند.

## جمعیت‌شناسی
| ردیف | شهرداری      | ایرانیان | ٪    |
| ---- | ------------ | -------- | ---- |
| ۱.   | هلسینکی      | ۱٬۶۹۷    | ۰٫۲۶ |
| ۲.   | تورکو        | ۱٬۴۴۰    | ۰٫۷۵ |
| ۳.   | اسپو         | ۱٬۳۴۵    | ۰٫۴۷ |
| ۴.   | تامپره       | ۷۰۴      | ۰٫۳۰ |
| ۵.   | وانتا        | ۵۶۴      | ۰٫۲۵ |
| ۶.   | ییواسکولا    | ۴۱۵      | ۰٫۲۹ |
| ۷.   | واسا         | ۳۰۹      | ۰٫۴۶ |
| ۸.   | اولو، فنلاند | ۱۹۹      | ۰٫۱۰ |
| ۹.   | لاهتی        | ۱۷۴      | ۰٫۱۵ |
| ۱۰.  | لاپرنتا      | ۱۱۲      | ۰٫۱۵ |

۵۵٫۹٪ از ایرانیان فنلاند مرد و ۴۴٫۱٪ زن هستند.